# Banca d'Israele
La Bank of Israel ((HE)  בנק ישראל; (AR)  بنك إسرائيل) è la banca centrale d'Israele. La sede centrale è a Gerusalemme, con una filiale a Tel Aviv. L'attuale governatore è Amir Yaron.

## Storia
Al momento dell'indipendenza, nel 1948, il potere di emettere banconote fu assegnato alla Anglo-Palestine Bank, che cambiò nome in Bank Leumi nel 1950. La politica monetaria e la supervisione bancaria rimasero sotto il controllo del Ministero delle Finanze.
La Bank of Israel fu fondata il 24 agosto 1954, quando la Knesset approvò la legge con cui l'emnissione di valuta e le funzioni di regolamento venivano ceduti dal Ministero delle Finanze alla neocostituita banca. Il controllo sui tassi di cambio valutari venne affidato alla banca nel 1978. La banca divenne completamente indipendente nel 1985 e dal 1992 gestisce la politica monetaria, come ad esempio mantenere l'inflazione in linea con gli obiettivi fissati dal governo israeliano - che attualmente prevedono una banda di oscillazione tra l'uno e il tre percento annuo, al fine di mantenere la stabilità dei prezzi. Inoltre la banca si occupa della gestione delle riserve valutarie.

## Governatori della banca
- David Horowitz, 1954 - 1971
- Moshe Sanbar, 1971 - 1976
- Arnon Gafni, 1976 - 1981
- Moshe Mendelbaum, 1982 - 1986
- Michael Bruno, 1986 - 1991
- Jacob A. Frenkel, 1991 - 2000
- David Klein, 2000 - 2005
- Stanley Fischer, 2005 - 2013
- Karnit Flug, 2013 - 2018
- Amir Yaron, 2018 - in carica

## Processo decisionale
La Bank of Israel è piuttosto insolita se paragonata ad altre istituzioni finanziarie nelle quali le decisioni relative alla opportunità o meno di modificare i tassi vengono prese dal Governatore da solo, ovvero dipendono dai voti espressi dai membri del consiglio.
Nella banca centrale israeliana, prima di poter prendere queste decisioni, si tengono discussioni a due livelli - prima in un forum allargato e quindi in uno ristretto.
Il forum allargato riunisce il Governatore, il Vice Governatore, i direttori dipartimentali e gli economisti, questi ultimi con il compito di presentare i dati relativi alla condizione economica e finanziaria corrente.
Il forum ristretto comprende solo il Governatore, il Vice Governatore e i direttori dipartimentali, ed è più orientato alla discussione. I direttori presentano le proprie opinioni e raccomandazioni, che il Governatore consulta e considera prima di raggiungere la sua decisione.